# Paula Peña Hasbún
Paula Peña Hasbún (Santa Cruz de la Sierra, 25 de julio de 1968) es una investigadora e historiadora boliviana, Directora del Museo y Archivo Histórico Regional de la Universidad Autónoma Gabriel René Moreno en Santa Cruz de la Sierra.
Licenciada en Historia en la Universidad Católica de Uruguay Dámaso Antonio Larrañaga. Es docente de Historia Contemporánea e Hispanoamericana de la Universidad Autónoma Gabriel René Moreno. Miembro de número de la Academia Boliviana de la Historia.

## Obras
- "La permanente construcción de lo cruceño". Centro de Estudios para el Desarrollo de lo Urbano y Regional, 2009.